# Beatrice Tornatore
Beatrice Tornatore (Padova, 21 luglio 1999) è una ginnasta italiana, membro della Nazionale di ginnastica ritmica dell'Italia con la quale è stata campionessa del Mondo nel 2017.

## Biografia
Figlia di Marco Tornatore, ex azzurro del nuoto, entra nella Nazionale di ginnastica ritmica dell'Italia nel 2015 dove rimane nella seconda squadra fino settembre 2016, subentrando in prima squadra in seguito ai ritiri di 3 ginnaste dopo i Giochi della XXXI Olimpiade.
Il suo debutto avviene al Grand Prix di Thiais, dove conquista una medaglia d'oro nel concorso generale e due medaglie d'argento in ambedue 
le finali di specialità (5 cerchi e funi-palle).
Successivamente, nel corso dell'anno, partecipa con la squadra a 5 tappe del circuito di coppa del mondo (in ordine cronologico Pesaro,
Baku, Portimão, Minsk e Kazan')
dove conquista complessivamente tra concorso generale e finali di specialità, la cifra record di 11 medaglie (su 15 disponibili) di cui 7 d'oro e 4 d'argento.
Prende parte ai XXXV Campionati mondiali di ginnastica ritmica 2017 a Pesaro (prima storica edizione organizzata in Italia) e assieme alle compagne Alessia Maurelli, Martina Centofanti, Agnese Duranti, Martina Santandrea e Anna Basta si piazza al quarto posto nel concorso generale ad appena 2 decimi dal terzo posto. Il giorno successivo, quello dedicato alle due finali di specialità, si riscatta con la medaglia d'oro (e relativo titolo di campionessa del mondo) all'esercizio con i 5 cerchi con il punteggio di 18.900: a completare il podio la Russia con 18.700 e la rivelazione Giappone a quota 18.600. Nell'altra finale di specialità, funi e palle, non basta il buon punteggio di 18.550: è medaglia di legno a 0.025 dal podio.

## Palmarès
| Anno | Città    | Edizione            | Risultato | Specialità        |
| ---- | -------- | ------------------- | --------- | ----------------- |
| 2017 | Thiais   | Grand Prix          | Oro       | Concorso generale |
| 2017 | Thiais   | Grand Prix          | Argento   | Cerchi            |
| 2017 | Thiais   | Grand Prix          | Argento   | Funi e palle      |
| 2017 | Pesaro   | Coppa del mondo     | Argento   | Concorso generale |
| 2017 | Pesaro   | Coppa del mondo     | Oro       | Cerchi            |
| 2017 | Pesaro   | Coppa del mondo     | Oro       | Palle e funi      |
| 2017 | Baku     | Coppa del mondo     | Argento   | Concorso generale |
| 2017 | Baku     | Coppa del mondo     | Oro       | Cerchi            |
| 2017 | Portimão | Coppa del mondo     | Oro       | Concorso generale |
| 2017 | Portimão | Coppa del mondo     | Oro       | Cerchi            |
| 2017 | Minsk    | Coppa del mondo     | Oro       | Concorso generale |
| 2017 | Minsk    | Coppa del mondo     | Argento   | Palle e funi      |
| 2017 | Kazan'   | Coppa del mondo     | Argento   | Concorso generale |
| 2017 | Pesaro   | Campionati Mondiali | Oro       | Cerchi            |